# Сиверс, Карл Ефимович
Граф (с 1760) Карл Ефи́мович Си́верс (нем. Karl Eduard Graf von Sievers; 1710—1774/1775) — придворный (обер-гофмаршал) и военный (генерал-аншеф) на службе Российской империи. Представитель остзейского дворянства, владелец Венденского замка.

## Происхождение
Род Сиверсов попал в Россию из герцогства Голштинского через Данию, Швецию и Лифляндию. Карл фон Сиверс был сыном капитана (сначала шведского флота, затем — российского военного флота) Иоахима Иоганна фон Сиверса (1677—10.05.1753) и Гертруды Элизабет фон Эккерман (1671—1728) — дочери Отто фон Эккермана и баронессы Елены фон Икскуль-Гильденбанд. В начале Северной войны отец Карла бежал в Шведскую Финляндию, где Карл и родился  — в Нибигарде, 23 марта 1710 года. В первом браке отца родилось семь детей, Карл был младшим ребёнком. Вскоре семья переехала в Санкт-Петербург. В 1725 году отец получил российское дворянство. Впоследствии, отец женился второй раз и в браке с Анной Еленой Доротеей Бьёрнеберг (15.06.1695—02.01.1792) имел ещё пятерых детей.

## Служба
Свою службу Карл фон Сиверс начал камердинером помещика фон Тизенгаузена из Везенберга. В 1735 году стал камердинером цесаревны Елизаветы; 5 февраля 1742 года произведён в камер-юнкеры. Исполнял обязанности кафешенка, то есть заведовал приготовлением кофе для Елизаветы. По сведениям П. В. Долгорукова, Сиверс поднялся при дворе за счёт романтической связи с будущей императрицей. Вот как об этом повествует К. Валишевский:

Карл Сиверс, принадлежавший к голштинской семье, один из членов которой поступил на русскую службу при Петре Великом, одерживал победы над горничными Елизаветы, когда она была ещё цесаревной и они ходили танцевать к одному немцу, державшему кабачок. Молодой человек играл там на скрипке. Будущая императрица приняла его на службу сперва в качестве почтальона, затем дала ему другое назначение, и по своем воцарении наградила его чином камер-юнкера.
26 мая 1745 года в Дрездене саксонский курфюрст Август III, правом имперского викария, пожаловал Карлу титул имперского барона.

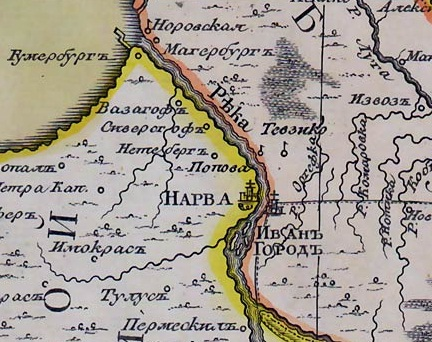
Имение Сиверсгоф к северу от Нарвы на карте 1770 года.

В 1746 году ему была пожалована мыза Вайвара под Нарвой, которую Карл фон Сиверс, решивший сделать её столицей своих владений, переименовал в Сиверсгоф.
1 августа 1751 года был произведён в действительные камергеры. В 1754—1755 году он был послом России в Вене (в это время у него родился сын Павел).
С 21 сентября 1757 года до смерти императрицы Елизаветы (в январе 1762) — гофмаршал и генерал-поручик. В годы царствования Елизаветы Петровны пожалован владениями в Лифляндии и Эстляндии; с 1753 по 1774 год он владел бумажной фабрикой в Красном Селе.
Император Священной Римской империи Франц I пожаловал Сиверсу, 15 февраля 1760 года, титул имперского графа с официальным обращением «высокородный и благородный»; 22 февраля 1760 года Сиверс получил разрешение на использование этого графского титула в Российской империи. 
Императрицей Екатериной II 22 сентября 1762 года Карл Сиверс был произведён в обер-гофмаршалы и в 1773 году — в генерал-аншефы. По сообщению Валишевского, императрица помнила, что в своё время Сиверс дал о ней благосклонный отзыв, когда был направлен в Берлин на поиски невесты для будущего Петра III.
Кавалер орденов Св. Александра Невского (05.09.1751) и Св. Анны (03.02.1762). На парадном портрете работы Георга Преннера Сиверс изображён с этими орденами и наградным портретом, усыпанным бриллиантами, с изображением Фридриха Великого.
В 1767 году Сиверс был уволен со службы. Умер 30 декабря 1774 (10 января 1775) года в Санкт-Петербурге.

## Семья

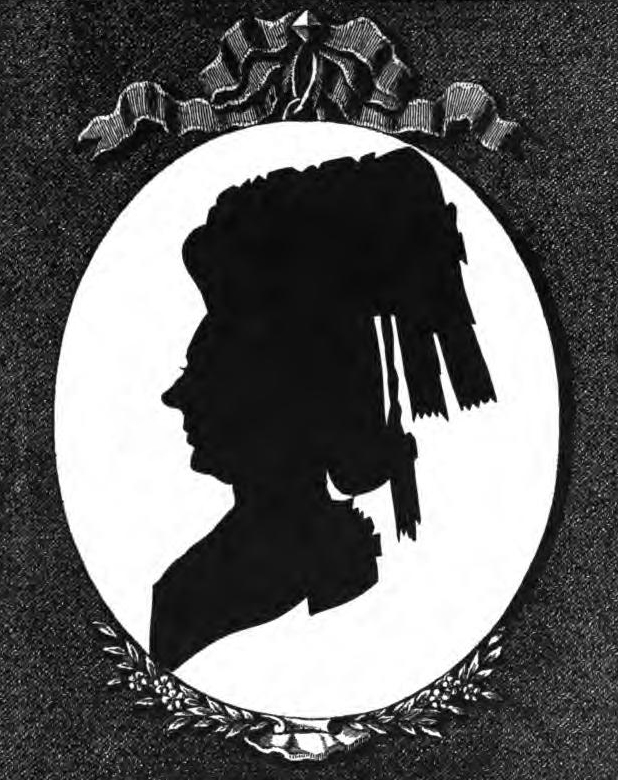
Елизавета, дочь.

Карл Сиверс был женат (с 14.10.1745) на Бенедикте Элизабет Крузе (19.01.1725, Гольштейн — 19.09.1777, Санкт-Петербург). Дети:
- Елизавета (11.08.1746—1818), замужем (с 28 декабря 1767 года) за двоюродным братом Яковом Ефимовичем Сиверсом; разведены; её второй муж — князь Николай Абрамович Путятин. Казанова в записках пишет, что, наблюдая, как она танцует, «почти влюбился в мадемуазель Сиверс, но не имел возможности объявить ей об этом»[5]. Её внебрачная дочь Екатерина была женой Н. М. Карамзина.
- Иоганн Карл (19.05.1749—10.05.1805) — полковник (15.03.1774); был дважды женат, сын от первого брака с Шарлоттой Еленой фон Липгарт (19.07.1748—14.11.1775) — Павел Карлович Сиверс (1773–1824), генерал-майор.
- Бенедикта (14.10.1750—1777), замужем за бароном Францем-Готгардом (Франц Иванович) Вейсман фон Вейсенштейном (27.04.1730—1.02.1807).
- Пётр (12.09.1751—1813) — майор; жена (с 1775, разведены в 1784) — Августа Филиппина Генриетта Теппер.
- Карл Иоахим (27.01.1758—05.04.1800) — генерал-майор (с 20.10.1797), шеф оренбургского драгунского полка (20.10.1797—10.01.1798).

Герб Сиверса:

## Дача Сиверса
Имя Сиверса сохранилось в названии загородной усадьбы на Петергофской дороге (современный адрес: проспект Стачек, 158). Изначально дача представляла собой двухэтажную загородную виллу в стиле барокко. В 1780-х годах она была перестроена в стиле зрелого классицизма, предположительно И. Е. Старовым для князя Г. А. Потёмкина; в 1950-х годах реконструирована в духе сталинского неоклассицизма.
В этом комплексе ныне располагается ДК «Кировец».